# Loudetia
Loudetia Hochst. ex Steud. é um género botânico pertencente à família Poaceae.